# 스티브 밀러 밴드
스티브 밀러 밴드(Steve Miller Band)는 1966년 캘리포니아주 샌프란시스코에서 결성된 미국의 록 밴드이다. 이 밴드는 스티브 밀러가 기타와 리드 보컬을 맡고 있다. 이 그룹은 1970년대 중후반 클래식 록 라디오의 주요 곡인 히트 싱글들과 몇몇 초기 사이키델릭 록 음반들을 가지고 있었다. 밀러는 샌프란시스코로 이주해 스티브 밀러 블루스 밴드를 결성했다. 1967년 하비 콘스팬이 캐피틀 레코드와 계약을 협상한 직후, 밴드는 이름을 스티브 밀러 밴드로 줄였다. 1968년 2월, 밴드는 데뷔 음반 《Children of the Future》를 녹음했다. 계속해서 《Sailor》, 《Brave New World》, 《Your Saving Grace》, 《Number 5》, 《Rock Love》, 《Fly Like an Eagle》, 《Book of Dreams》 등의 음반을 제작했다. 1978년에 발매된 이 밴드의 《Greatest Hits 1974–78》은 1,300만 장 이상이 팔렸다. 2016년, 스티브 밀러는 로큰롤 명예의 전당에 솔로 가수로 헌액되었다.

## 음반 목록
스튜디오 음반
- Children of the Future (1968)
- Sailor (1968)
- Brave New World (1969)
- Your Saving Grace (1969)
- Number 5 (1970)
- Rock Love (1971)
- Recall the Beginning...A Journey from Eden (1972)
- The Joker (1973)
- Fly Like an Eagle (1976)
- Book of Dreams (1977)
- Circle of Love (1981)
- Abracadabra (1982)
- Italian X Rays (1984)
- Living in the 20th Century (1986)
- Born 2 B Blue (1988)
- Wide River (1993)
- Bingo! (2010)
- Let Your Hair Down (2011)